# Apáte
Na mitologia grega, Apate (em grego Ἀπάτη) era um espírito que personificava o engano, o dolo e a fraude. Foi, junto com o seu correspondente masculino Dolos (o espírito das ardilosidades), um dos espíritos que saíram da caixa de Pandora. Ambos eram filhos de Érebo e Nix, ou de Nix sozinha, e estavam acompanhados pelos pseudologos (as mentiras). Ela tinha como espírito oposto a Aleteia, a verdade.
A astuta Apate morava nas colinas que cercavam a cidade de Amnisos, pois tinha predileção pelos  cretenses, famosos embarcadores. E gostava especialmente de estar próxima da tumba falsa de Zeus que havia ali.